# آرتروز زانو
آرتروز زانو (به انگلیسی: Knee Osteoarthritis) از عوامل شایع ایجاد درد در افراد بالاتر از چهل سال است. آرتروز مفصل زانو، شایعترین بیماری تخریبی ازمیان مفاصل بدن می‌باشد. میزان ابتلا در زنان نسبت به مردان بیشتر است.

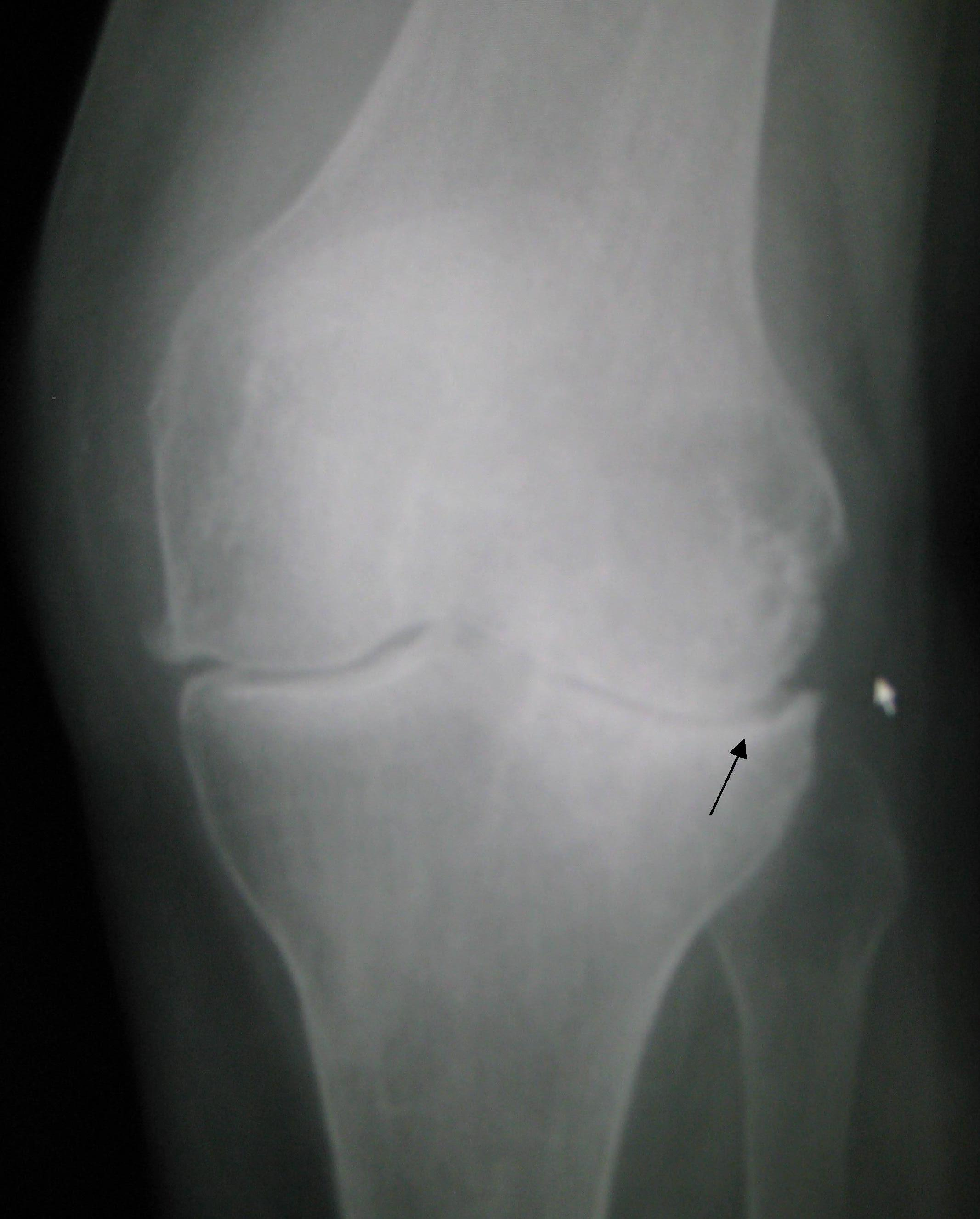
آرتروز اولیه در زانوی چپ یک زن مسن

آرتروز یک بیماری تخریبی در مفصل است که ازآن به بیماری مفصلی پیشرونده یاد می‌شود. از این بیماری به نام‌های استئوآرتریت و استئوآرتروز نیز یاد می‌کنند. تخریب پیشرونده مفصل در جامعه ما به نام آرتروز معروف است. با توجه به اینکه بیماری با افزایش سن پیشرفت می‌کند به آرتریت پیری نیز معروف است. علاوه بر سن، علل ژنتیکی، نوع شغل و حرفه، چاقی، عوامل هورمونی و نژاد نیز می‌تواند در بروز این بیماری دخیل باشند.

## مهم‌ترین نشانه آرتروز زانو
مهم‌ترین مشخصه آرتروز، تخریب تدریجی غضروف مفصلی است. قسمت دو انتهای هر استخوان، از غضروف که بافتی است انعطاف‌پذیر ساخته شده است. با شروع بیماری آرتروز زانو، غضروف انتهای تحتانی استخوان فمور (ران) و غضروف قسمت فوقانی استخوان درشت‌نی به تدریج دچار تغییرات تخریبی (دژنراتیو) می‌گردد. به همین ترتیب درگیری و آسیب غضروف کشکک به آرتروز این ناحیه منجر می‌شود؛ بنابراین آرتروز مفصل زانو در دو ناحیه تیبیوفمورال (مفصلی که بین استخوان ران و ساق ایجاد می‌شود) و مفصل کشککی-رانی می‌تواند ایجاد شود.
علت اصلی تخریب غضروف در بیماری آرتروز، عدم وجود عروق خونی جهت تغذیه این ناحیه می‌باشد و ازطرفی غضروف مفصلی فاقد عصب است و به هنگام آسیب دردی حس نمی‌شود که همین مسئله زمینه تخریب بیشتر را فراهم می‌کند. البته تغذیه غضروف از طریق غشاء سینوویوم و حرکات مفصل انجام می‌شود.

## عوامل زمینه‌ساز
عواملی که روند آرتروز زانو را تسهیل می‌کنند عبارتنداز:
1. ضربه
2. پارگی عناصر مفصل زانو (مثلاً منیسک‌ها، رباط‌ها و کپسول مفصلی)
3. شکستگی‌ها ی درون مفصلی و دررفتگی‌ها
4. وجود بیماری‌های مفصلی (همانند آرتریت روماتوئید یا بیماری عفونی در مفصل و…)
5. عدم کنترل فعالیت‌های روزمره که منجر به استرس بیش از اندازه به ناحیه زانو می‌گردد (مواردی چون چهارزانو نشستن، دوزانو نشستن، توالت طولانی مدت غیر فرنگی و بالا و پایین رفتن از پله‌ها به دفعات متوالی به خصوص پله‌هایی که شیب تند دارند)
6. شغل و حرفه‌ای که باعث فشار بیش از حد به زانو می‌شود به ویژه افرادی که در طول فعالیت‌های کاری سخت، هیچگونه استراحتی به مفاصل جهت ترمیم و احیای مجدد نمی‌دهند.
7. چاقی
8. عوامل ژنتیکی
9. بیماری استئوکندریت دیسکان
10. کیست منیسک
11. منیسک دیسکی شکل
12. بی‌ثباتی زانو به علت شلی رباط‌ها
13. تغییر شکل‌ها (دفورمیتی‌ها) ی مفصل زانو که عبارتنداز:

- پای ضربدری
- پای پرانتزی
- خم شدن مفصل زانو[۲]
- حرکت بیش از اندازه مفصل به سمت عقب یا عقب زدگی زانو (هیپراکستنشن زانو[۳])

## علایم و نشانه‌ها
علایم و نشانه‌های آرتروز زانو ممکن است درارتباط با موارد زیر باشد:
- درد که با پیشرفت بیماری ایجاد می‌شود
- تغییر وضعیت عناصر مفصلی همانند التهاب تاندون‌ها و بورس‌ها، ضخیم شدن غشاء سینوویال و درگیرشدن استخوان‌های زیر غضروف که از عوامل مهم ایجاد درد مفصل زانو می‌باشند
- خشکی مفصلی
- کاهش دامنه حرکتی[۴] مفصل که در مراحل پیشرفته بیماری ایجاد می‌شود
- ضعف و آتروفی عضلات اطراف مفصل که در موارد کاهش دامنه حرکتی به وجود می‌آید
- گاهی وجود کریپتاسیون[۵] در حرکات مفصل
- گاهی تجمع مایع در مفصل(Joint Efusion) دیده می‌شود. وجود افیوژن در مفصل، مگر پس از فعالیت زیاد بعید است.[۶]
- دگر ریختی یا تغییرشکل در مفصل که درارتباط با آرتروز زانو بیشتر به صورت پای پرانتزی (Genu Varum) است.
- احتمال ایجاد کیست در ناحیه پشت مفصل که به کیست بیکر(Baker Cyst) معروف است.

## یافته‌های شایع رادیولوژی
مهم‌ترین نتایج رادیولوژی از ناحیه زانوی بیماران مبتلا به آرتروز زانو عبارتنداز:
- کاهش فضای مفصلی به خصوص در سمت داخل زانو. با توجه به وضعیت مفصل زانو (سطوح مفصلی کوندیل‌های داخلی-خارجی استخوان ران با سطوح کوندیل‌های داخلی-خارجی درشت نی) سطوح داخلی مفصل بیشتراز سطوح خارجی درگیر می‌شود. غضروف در عکس رادیولوژی مشخص نمی‌باشد و از طریق فضاهای مفصلی است که متوجه میزان آسیب می‌شویم
- وجود اسکلروز زیر غضروف
- ایجاد زواید استخوانی به نام استئوفیت در حاشیه استخوان‌های مفصل

## درمان
درمان آرتروز زانو با توجه به مشکل بیمار می‌تواند درارتباط با موارد زیر باشد:
1. درمان دارویی طبق نظر پزشک متخصص مربوط
2. کاهش وزن درصورت وجود چاقی
3. کنترل فعالیت‌های روزمره (پرهیز از چهار زانو نشستن، پرهیز از دو زانو نشستن، کاهش شیب پله‌های منزل، بالا و پایین رفتن از پله‌ها به صورت یک پله-یک پله که مستلزم صبر و حوصله می‌باشد یا استفاده از صندلی پله پیما برای عبور از پله‌ها، پرهیز از وضعیت‌های ثابت که زانو در یک حالت به مدت طولانی قرار می‌گیرد و در نهایت عدم انجام حرکات جهشی-چرخشی و تند)
4. تقویت عضلات اطراف مفصل زانو. با تقویت عضلات میزان فشار روی مفاصل کاهش می‌یابد که نوع تمرین و شدت آن از طریق فیزیوتراپیست تنظیم می‌شود
5. تحرک مفصل به صورت کنترل شده. با توجه به اینکه غضروف فاقد عروق خونی است، حرکات طبیعی نقش بسزایی در تغذیه غضروف دارد
6. حرکات و فعالیت‌هایی که باعث تشدید درد می‌شوند حتماً ترک شود
7. تنظیم یک برنامه درمانی برای بیمار توسط فیزیوتراپیست به خصوص در مواردی که بیماری شدت یافته و احتمال زمین گیر شدن وجود دارد. بهتر است در موارد شدید بیماری تنظیم برنامه درمانی در ارتباط با محیط فرد صورت گیرد، مسائلی ازقبیل استفاده از تخت، تنظیم ارتفاع تخت با توجه به قد فرد و به ویژه آموزش استفاده از وسایل کمکی همانند عصا و واکر؛ مثلاً تنظیم ارتفاع واکر با توجه به قد فرد در بسیاری از موارد، راه رفتن بیمار را تسهیل می‌کند.
8. استفاده از زانوبند و وسایل کمکی طبق نظر متخصص ارتز و پروتز
9. آب درمانی (هیدروتراپی)
10. برنامه تمرینات هوازی[۷]
11. درمان با عمل جراحی. زمانی‌که درد و مشکلات مفصل خیلی شدید است، عمل جراحی طبق نظر پزشک متخصص جراحی ارتوپد ضرورت می‌یابد.
12. درمان و کنترل بیماری با استفاده از مکمل‌های طبیعی مانند پودر شاخ گوزن نژاد آمریکای شمالی
13. بررسی‌های نشان داده در بیمارانی که شرایط عمل جراحی یا درمان‌های دیگر را ندارند تزریق گاز ازون و پروتکل‌های توانبخشی به افزایش کیفیت زندگی و همچنین کاهش درد این بیماران کمک می‌کند. همچنین می‌تواند روند پیشرفت آرتروز را متوقف کند.
14. لیزر درمانی: درمان با لیزر باید به‌طور منظم و به شکل ۱ الی ۲ بار در روز یا طبق نظر فیزیوتراپیست صورت پذیرد. لیزر درمانی بر روی ضایعاتی که نیاز به جراحی دارند نیز اثر مثبت می‌گذارد و درصد پاسخ دهی عمل جراحی را بالا می‌برد. لیزر درمانی هم به‌صورت درمان منفرد و هم به شکل درمان تکمیلی همراه با سایر روش‌های درمانی قابل استفاده است.[۸][۹]

## عمل‌های جراحی در موارد آرتروز مفصل زانو
جراحی در ناحیه زانو می‌تواند شامل موارد زیر باشد:
- تعویض مفصل زانو (آرتروپلاستی)
- برداشتن کشکک در مواردی که مفصل پاتلوفمورال شدیداً درگیراست (پاتلکتومی)
- تنظیم سطوح و عناصر مفصلی درگیر (Debridement). شامل برداشتن استئوفیت‌ها، سینوکتومی (به هنگام افزایش ضخامت غشای سینویال) و برداشت اجسام آزاد (loose body) در مفصل است. گاهی کناره غضروف‌ها و منیسک‌های ریش‌ریش شده برداشته شده و مفصل پاک و تمیز می‌گردد.[۱۰] تمیزکردن یا تنظیم عناصر مفصلی درگیر زانو ممکن است با آرتروسکوپی یا بدون آرتروسکوپی انجام گردد.
- استئوتومی. زمانی‌که دفورمیتی یا تغییرشکل در زانو وجود دارد (مثلاً به هنگام ایجاد پای پرانتزی یا ژنوواروم)
- برداشتن سطوح مفصلی و جوش دادن دو استخوان که به این عمل آرترودز (Arthrodesis) یا فیوژن می‌گویند.
- جراحی سینوکتومی (در این روش جراحی غضروف مفصلی که آسیب دیده است جهت کاهش تورم و درد حذف می‌شود)